# 高橋寿一
髙橋 寿一（たかはし じゅいち、1957年 - ）は、日本の法学者。専門は民事法、社会法、都市法、農地法。東京外国語大学教授、横浜国立大学教授を経て、専修大学教授、横浜国立大学名誉教授。総務省国地方係争処理委員会委員長代理。日本不動産学会学会賞、日本農業法学会学会賞、東京市政調査会藤田賞受賞。

## 人物・経歴
東京都生まれ。1980年一橋大学法学部卒業。1985年同大学大学院法学研究科単位取得。指導教官は川井健。2002年一橋大学より博士（法学）の学位を取得。
1985年東京大学社会科学研究所助手。1988年茨城大学人文学部専任講師。同助教授を経て、1995年東京外国語大学外国語学部助教授。同教授を経て、2002年横浜国立大学大学院国際社会科学研究科教授。2010年総務省自治紛争処理委員会委員。2015年農林水産省農地流動化の促進の観点からの転用規制のあり方に関する検討会委員長。2018年専修大学法学部教授。2020年東京弁護士会人権賞選考委員会委員長。2021年日本弁理士会監事。2023年横浜国立大学名誉教授。
また、2012年から総務省国地方係争処理委員会委員長代理を務め、普天間基地移設問題に関して沖縄県の埋立処分取消の審査等を行った。総務省自治紛争処理委員会委員、国土交通省入札監視委員会第2部会長、内閣府地方分権改革有識者会議農村部会委員等も務める。日本不動産学会学会賞、日本農業法学会学会賞、東京市政調査会藤田賞受賞。